# Philippe Gœbel
Pour les articles homonymes, voir Goebel.
Philippe Gœbel, né le 21 avril 1953 à Paris, est le directeur général de l'entreprise Total Petrochemicals France.

## Biographie
Né en 1953, il est ingénieur diplômé de l'École supérieure de physique et de chimie industrielles de Paris - ESPCI ParisTech (91e promotion, diplômé en 1976) et de Sciences Po Paris.
Il commence sa carrière chez Atochem en 1980, devient directeur Économie, plan et stratégie en 1991, puis directeur de l'activité Intermédiaires organiques de synthèse en 1995.
En 2001, après la fusion des activités chimiques de Total, Petrofina et Elf, il est nommé membre du comité de direction Chimie et membre du comité directeur de Total.
D'octobre 2004 à mai 2008, Philippe Gœbel est directeur général de l'un des pôles d'activités d'Arkema.
En 2008, il est nommé président directeur général de Total Petrochemicals France.
En 2012, il est élu président de l'Union des industries chimiques (UIC), puis réélu en 2014, et nommé président de Retia.
Philippe Gœbel est d'autre part membre du conseil d'administration de l'Association des ingénieurs ESPCI (AIE), dont il a été président de 2002 à 2008.